# تکانه (فیلم ۲۰۰۳)
«تکانه» (انگلیسی: Momentum (2003 film)) فیلمی در ژانر علمی–تخیلی است که در سال ۲۰۰۳ منتشر شد. از بازیگران آن می‌توان به لوئیس گوست، جونیور، تری هچر، مایکل ماسی، و نیکی آیکوکس اشاره کرد.